# Gare de Tianjin-Ouest
La gare de Tianjin-Ouest  est une gare ferroviaire chinoise, située à Tianjin.